# 広島市立みどり坂小学校
広島市立みどり坂小学校（ひろしましりつみどりざかしょうがっこう）は、広島県広島市安芸区瀬野西一丁目にある公立小学校。

## 概要
スカイレールタウンみどり坂への入居が1997年（平成9年）から始まり、児童数が増え続けた為、広島市立瀬野小学校から分離され、団地内に広島市の142番目の小学校として開校した。
現在は少し減少しつつある状態だが、これからも更に児童数が増加していくとみられる。屋上にソーラーパネルが設置されていたり、教室の窓は二重サッシになっているなど、断熱効果が高く環境に優しい設計となっている。

## 沿革
- 2011年（平成23年）4月1日 - 広島市立瀬野小学校より分離され、広島市立みどり坂小学校設立。

## 校区
- 瀬野西一丁目～六丁目[2]
  - 広島市立瀬野川東中学校の校区の一部にもなっている

## アクセス
- JR山陽本線 瀬野駅下車
- 芸陽バス「みどり坂タウンバス」 みどり坂小学校北停留所下車